# Ivan Reitman
Ivan Reitman (ur. 27 października 1946 w Komárnie, zm. 12 lutego 2022 w Montecito) – kanadyjski reżyser, aktor i producent filmowy pochodzenia żydowskiego, urodzony na terenie dzisiejszej Słowacji. Znany z takich filmów jak: Pogromcy duchów, Pogromcy duchów II, Sex story, Bliźniacy, Gliniarz w przedszkolu czy Junior.

## Życiorys
Był właścicielem założonej w 1998 wytwórni The Montecito Picture Company.
Do Kanady wyemigrował wraz z rodziną w 1950. Jego rodzice byli węgierskimi Żydami, którzy przeżyli Holocaust. W 1969 ukończył studia na wydziale muzycznym McMaster University. W 1976 ożenił się z Geneviève Robert, z którą miał trójkę dzieci: Caroline, Catherine i Jasona.
Zmarł w wieku 75 lat w swoim domu w Montecito, w Kalifornii.

## Filmografia
reżyser
- Orientation (1968, krótki metraż)
- Foxy Lady (1971)
- Cannibal Girls (1973)
- Pulpety (Meatballs, 1979)
- Szarże (Stripes, 1981)
- Pogromcy duchów (Ghost Busters, 1984)
- Orły Temidy (Legal Eagles, 1986)
- Bliźniacy (Twins, 1988)
- Pogromcy duchów II (Ghostbusters II, 1989)
- Gliniarz w przedszkolu (Kindergarten Cop, 1990)
- Dave (1993)
- Junior (1994)
- Dzień ojca (Father’s Day, 1997)
- Sześć dni, siedem nocy (Six Days Seven Nights, 1998)
- Ewolucja (Evolution, 2001)
- Lekcje gotowania (Cooking Lessons, 2004)
- Moja super eksdziewczyna (My Super Ex-Girlfriend, 2006)
- Sex story (No Strings Attached, 2011)
- Ostatni gwizdek (Draft Day, 2014)

scenarzysta
- Cannibal Girls (1973)

aktor
- Pogromcy duchów (Ghost Busters, 1984) jako Zuul/Slimer

producent
- Orientation (1968, krótki metraż)
- Foxy Lady (1971)
- Dreszcze (Shivers, 1975)
- Śmiertelny weekend (Death Weekend, 1976)
- Elza – Syberyjska tygrysica (Ilsa, the Tigress of Siberia, 1977)
- Menażeria (Animal House, 1978)
- Heavy Metal (1981)
- Szarże (Stripes, 1981)
- Kosmiczne łowy (Spacehunter: Adventures in the Forbidden Zone, 1983)
- Pogromcy duchów (Ghost Busters, 1984)
- Orły Temidy (Legal Eagles, 1986)
- Bliźniacy (Twins, 1988)
- Pogromcy duchów II (Ghostbusters II, 1989)
- Gliniarz w przedszkolu (Kindergarten Cop, 1990)
- Stój, bo mamuśka strzela (Stop! Or My Mom Will Shoot, 1992)
- Dave (1993)
- Junior (1994)
- Kosmiczny mecz (Space Jam, 1996)
- Dzień ojca (Father’s Day, 1997)
- Części intymne (Private Parts, 1997)
- Sześć dni, siedem nocy (Six Days Seven Nights, 1998)
- Ewolucja (Evolution, 2001)
- That Guy (2006)
- Niepokój (Disturbia, 2007)
- Chloe (2009)
- Pogromcy duchów. Dziedzictwo (2021)